# Mistrzostwa Świata w Narciarstwie Alpejskim 1982
27. Mistrzostwa świata w narciarstwie alpejskim odbywały się od 28 stycznia do 7 lutego 1982 w Schladming (Austria). Były to szóste mistrzostwa świata w historii rozgrywane w Austrii, ale pierwsze odbywające się w tej miejscowości (poprzednio Austria organizowała MŚ w latach: 1933, 1936, 1958, 1964 i 1976). W klasyfikacji medalowej zwyciężyła reprezentacja Szwajcarii, która zdobyła też najwięcej medali - 5, w tym 3 złote i 2 srebrne. 5 medali zdobyła też reprezentacji Stanów Zjednoczonych - 1 złoty, 2 srebrne i 2 brązowe.

## Wynik

### Mężczyźni
| Konkurencja             | Data     | Złoto            | Wynik   | Srebro            | Wynik   | Brąz            | Wynik   |
| Slalom gigant szczegóły | 3 lutego | Steve Mahre      | 2:38,80 | Ingemar Stenmark  | 2:39,31 | Boris Strel     | 2:39,42 |
| Zjazd szczegóły         | 6 lutego | Harti Weirather  | 1:55,10 | Conradin Cathomen | 1:55,58 | Erwin Resch     | 1:55,73 |
| Slalom szczegóły        | 7 lutego | Ingemar Stenmark | 1:48,48 | Bojan Križaj      | 1:48,90 | Bengt Fjällberg | 1:49,32 |
| Kombinacja szczegóły    | 7 lutego | Michel Vion      | 12,64   | Peter Lüscher     | 18,08   | Anton Steiner   | 20,48   |

### Kobiety
| Konkurencja             | Data     | Złoto          | Wynik   | Srebro          | Wynik   | Brąz            | Wynik   |
| Slalom gigant szczegóły | 2 lutego | Erika Hess     | 2:37,17 | Christin Cooper | 2:37,95 | Ursula Konzett  | 2:38,03 |
| Zjazd szczegóły         | 4 lutego | Gerry Sorensen | 1:37,47 | Cindy Nelson    | 1:37,88 | Laurie Graham   | 1:37,91 |
| Slalom szczegóły        | 5 lutego | Erika Hess     | 1:41,60 | Christin Cooper | 1:41,93 | Daniela Zini    | 1:41,96 |
| Kombinacja szczegóły    | 5 lutego | Erika Hess     | 8,99    | Perrine Pelen   | 17,95   | Christin Cooper | 20,96   |

## Tabela medalowa
| Lp. | Państwo           | złoto | srebro | brąz | razem |
| --- | ----------------- | ----- | ------ | ---- | ----- |
| 1   | Szwajcaria        | 3     | 2      | -    | 5     |
| 2   | Stany Zjednoczone | 1     | 2      | 2    | 5     |
| 3   | Szwecja           | 1     | 1      | 1    | 3     |
| 4   | Francja           | 1     | 1      | -    | 2     |
| 4   | Kanada            | 1     | 1      | -    | 2     |
| 6   | Austria           | 1     | -      | 2    | 3     |
| 7   | Jugosławia        | -     | 1      | 1    | 2     |
| 8   | Liechtenstein     | -     | -      | 1    | 1     |
| 8   | Włochy            | -     | -      | 1    | 1     |